# 延米
延米（のべまい）は、江戸時代、年貢米に対する付加税のひとつである。

## 概要
年貢米を俵に詰める時に目減りを考えて付加されたものである。
最初は目減りを考えて枡に山盛りにして納め、それで3斗5升入りの俵に4斗ほどもはいった。
元和2年7月、枡に山盛りにすることはせずに、斗掻き（とかき）でかきならして、そのかわりに別に2升を加えて3斗7升俵として納めた。
「延米」は、3斗7升－3斗5升＝2升をいう。
関東の相模国、武蔵国、安房国、上総国、下総国、常陸国、上野国および下野国、伊豆国、駿河国、三河国および遠江国では、「本石計立」（ほんこくはかりだて）といった。
ただし延米は3斗5升に対する2升である（これは三七延という）とはかぎらず、国々によって異同があった。
延米は明治維新ののちも徴収され、石代納が許されたのちは金銭に換算されて課され、地租改正によって消滅した。
なお、「地方凡例録」によれば、「延米」という名称は私領におけるもので、幕領においては「出目米」（でめまい）と称したようであるが、その区別は必ずしも明確ではない。